# يهود رومانيوت

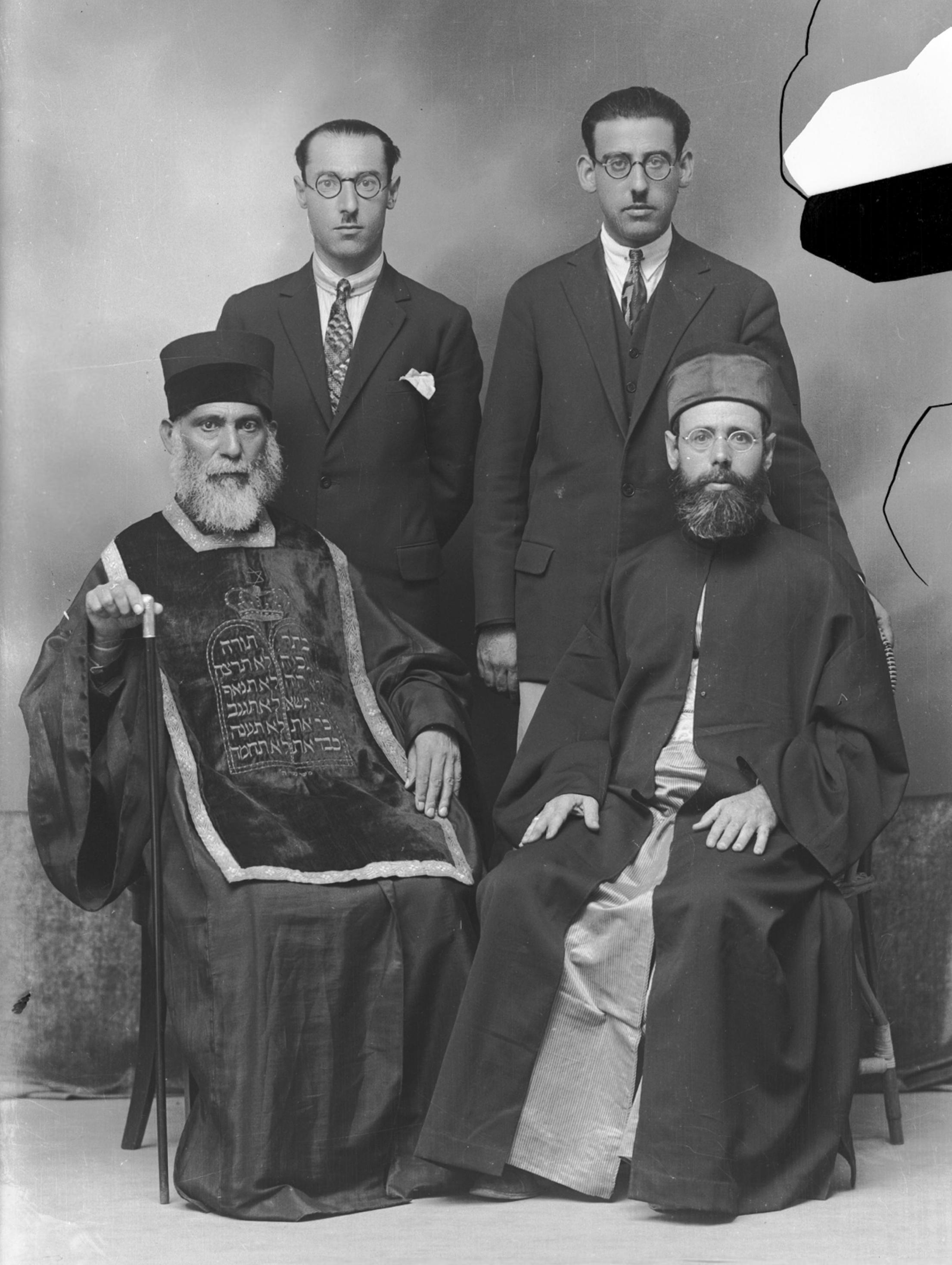

اليهود الرومانيوت أو الرومانيوت هم مجموعة إثنية يهودية يعود أصلهم لشرق البحر المتوسط. يُعد الرومانيوت أقدم مجموعة يهودية موجودة وأقدم مجموعة يهودية في أوروبا. كانت لغتهم المميزة هي اليونانية اليهودية، وهي لهجة يونانية تتضمن العبرية إضافةً لكلمات آرامية وتركية، ولكنهم يتحدثون الآن اليونانية المعاصرة أو لغات البلدان التي يعيشون فيها. اشتقوا اسمهم من رومايوي، وهو الاسم القديم لسكان الإمبراطورية البيزنطية. كانت مجموعات الكبيرة موجودة في ثيفا، ويوانينا، وتشالسيس، وكورفو، وأرتا، وبريفيزا، وفولوس، وباتراس، وكورنث، وجزر زاكينثوس، وليسبوس، وخيوس، وساموس، ورودس، وقبرص، من بين آخرين. يتميز الرومانيوت تاريخياً وما يزالون متميزين عن السفارديم، الذين استقروا في اليونان العثمانية بعد طرد اليهود من إسبانيا عام 1492.
قُتل أغلبية السكان اليهود في اليونان في الهولوكوست عندما احتلت قوات المحور اليونان خلال الحرب العالمية الثانية. رحلت هذه القوات معظم الهيود إلى معسكرات الاعتقال النازية. بعد انتهاء الحرب، هاجر أغلبية الناجين إلى إسرائيل والولايات المتحدة وأوروبا الغربية. ما زال هناك كُنُس يهودية عاملة في كالخيذا، والتي تمثل أقدم جماعة يهودية في أوروبا وفي يوانينا وأثنيا ونيويورك وإسرائيل.

## الاسم
يشير اسم الرومانيوت إلى الإمبراطورية الرومانية الشرقية في العصور الوسطى، والتي تتضمن إقليم اليونان المعاصرة، والتي كانت الموطن الأساسي لقرون عديدة لهذه الجماعة اليهودية. تاريخيًا، يشار إلى الإمبراطورية عامةً باسم رومانيا، وسكانها المسيحيون باسم رومايوي، بينما يُطلق على المتحدثين باليونانية اسم الرومانيوت، كلتا الصفتين لها معنى صفة الرومان.

## تاريخ
عاش اليهود في اليونان لفترة طويلة قبل عصر الهيكل الثاني. يعود تاريخ اليهودية اليونانية إلى 2400 عام إلى زمن الإسكندر الأكبر. أقدم إشارة إلى يهودي يوناني هي نقش مؤرخ 300-250 قبل الميلاد، عُثر عليها في أوروبوس، وهي بلدة ساحلية صغيرة بين أثينا وبوتيا، والذي يشير إلى موسشوس، ابن موسشيون اليهودي، الذي ربما كان عبدًا.
في جزيرة إيجينا، اكتُشف كنيس يهودي يوناني عام 1829 في عاصمة الجزيرة، بالقرب من الميناء العسكري القديم. اكتُشف الكنيس في الأصل من قبل المؤرخ الألماني الإسكتلندي لودفيج روس، من البلاط الملكي للملك أوتو اليوناني. غُطيت الأرضية من أجل الحماية وأجريت عليها دراسات مرة أخرى من قبل ثيريش عام 1901، وفورتفانغلر عام 1904، وإيز سوكينيك عام 1928، وأخيرًا من قبل عالم الآثار الألماني الدكتور غ. فيلتر في عام 1932. أنهت الخدمة الوطنية الأثرية الدراسات. بناءً على جودة فسيفساء الأرضية، يُعتقد أن المبنى قد بني في القرن الرابع الميلادي (300-350 ميلادي) وكان يستخدم حتى القرن السابع الميلادي. ما تزال أرضية الفسيفساء في الكنيس موجودة وتتكون من قطع صغيرة متعددة الألوان، تخلق انطباعًا كأنها بساط، بنمط هندسي من الأزرق والرمادي والأحمر والأبيض. عُثر على نقوش يونانية أمام مدخل الكنيس، على الجانب الغربي من المبنى. حاليًا، لا يوجد سوى جزء من أرضية الفسيفساء في الكنيس، وقد نُقل من موقعه الأصلي إلى فناء المتحف الأثري في الجزيرة. في عام 1977 اكتُشف كنيس قديم آخر في أثينا، الكنيس في أغورا أثينا، والذي قد يكون المعبد الذي بشر به بولس الرسول. نشأت النقوش المكتوبة بالسامرية واليونانية الموجودة في سالونيك من المعابد السامرية. في نفس الوقت يُعد أقدم كنيس موجود في الشتات، أقدم كنيس سامري؛ وهو معبد ديلوس الذي اكتُشف في جزيرة ديلوس، مع نقش مؤرخ بين 250 و175 قبل الميلاد.
الرومانيوت هم يهود يونانيون، متميزون عن كل من الأشكيناز والسيفارديم، يعود تاريخهم إلى زمن اليهود البيزنطيين الناطقين باللغة اليونانية ويمكن تقسيمهم بمعنى أوسع إلى المجتمع الرباني والمجتمع اليوناني القرائي التابعين لقرائي القسطنطينية الذين ما يزالون موجودين حتى يومنا هذا. يروي تقليد شفهي رومانيوت أن اليهود الأوائل وصلوا إلى يوانينا بعد وقت قصير من تدمير الهيكل الثاني في القدس عام 70 ميلادي.
قبل هجرة الأشكيناز والسفارديم إلى البلقان وأوروبا الشرقية، كانت الثقافة اليهودية في هذه المناطق تتكون في الأساس من يهود الرومانيوت.
تمثل طقوس الرومانيوت أولئك اليهود الناطقين باليونانية البيزنطيين (أو البيزنطيين السابقين)، بدءًا من جنوب إيطاليا (بمعنى أضيق، التجمعات البوليانية والكالابرية والصقلية اليهودية) في الغرب، إلى مساحة كبيرة من تركيا في الشرق، وكريت إلى الجنوب، والقرم إلى الشمال واليهود في بلقان العصور الوسطى وأوروبا الشرقية.
كُتب سفر يوسيبون في القرن العاشر في جنوب إيطاليا البيزنطي من قبل الجالية اليهودية الناطقة باللغة اليونانية هناك. حرر يهوذا ليون بن موسى موسكوني، وهو يهودي رومانيوت من أكريدا، ووسع سفر يوسيبون لاحقًا. أنتج هذا المجتمع من اليهود البيزنطيين في جنوب إيطاليا أعمالًا بارزة مثل سفر أحيماز لأحيماز بن بالتيل وسفر هاشموني لشابيثاي دونولو والأجداث بيرشيت والعديد من البِيوت. كانت الكتابات الليتورجية لهؤلاء اليهود الرومانيين، وخاصة البِيوت، مهمةً في تطوير محزور الأشكيناز، إذ وجدت طريقها عبر إيطاليا إلى الأشكيناز وتُحفظ حتى يومنا هذا في أكثر المحظورات الأشكينازية.
استمر يهود جنوب إيطاليا بالتحدث باللغة اليونانية حتى القرن الخامس عشر (حيث كانوا يعيشون مع نظرائهم المسيحيين الناطقين باليونانية). عندما طُردوا وذهبوا إلى مناطق مختلفة من اليونان، وخاصة كوفرو وإيبروس وتسالونيكي، تمكنوا من الاستمرار بالتحدث بلغتهم اليونانية، حتى إذا كانت هذه اللغة مختلفة إلى حد ما عن تلك الموجودة في اليونان.
في القرن الثاني عشر، سافر بنيامين توديلا عبر الإمبراطورية البيزنطية وسجل تفاصيل حول مجتمعات اليهود في كورفو وأرتا وأفيلون وباتراس وكورنث وطيبة وتشكاليس وتسالونيكي ودراما. كان أكبر مجتمع في اليونان في ذلك الوقت في طيبة، حيث وجد حوالي 2000 يهودي. كانوا يعملون في الغالب في صباغة القماش والنسيج وإنتاج الفضيات وصناعة الملابس الحريرية. في ذلك الوقت، كانوا يُعرفون بالفعل باسم الرومانيوت.
كان أول كنيس للرومانيوت تحت الحكم العثماني ايتز ها حاييم (بالعبرية: עץ החיים وتعني حرفيًا شجرة الحياة، وهو اسم كنيس رومانيوت متداول) في بروسيا في آسيا الصغرى التي مُررت إلى السلطة العثمانية عام 1324. بعد فتح السلطان محمد الثاني القسطنطينية، وجد المدينة في حالة من الفوضى. بعد المعاناة من حالات حصار متعددة، وغزو مدمر من قبل الصليبيين الكاثوليك في عام 1204 وحتى الطاعون عام 1347، بقيت المدينة محتفظة بمجدها السابق. حدث غزو القسطنطينية، رغم أن المدينة كانت في حالة من الفوضى، ودُون من قبل البايتان الرومانيوت في ترنيمة رثاء، تتألف من عدة عبارات من العهد القديم بأسلوب الشيبوسي. أراد محمد الثاني أيضًا المدينة عاصمةً جديدة له، وأصدر قرارًا بإعادة بناء المدينة. ومن أجل إحياء القسطنطينية، أمر بإعادة توطين المسلمين والمسيحيين واليهود من جميع أنحاء إمبراطوريته في العاصمة الجديدة. في غضون أشهر، تمركز معظم يهود الرومانيوت، من البلقان والأناضول، في القسطنطينية، إذ شكلوا 10% من سكان المدينة. اعتبرت إعادة التوطين القسري، رغم أنها لا تهدف إلى إجراء معادي لليهود، على أنها طرد من قبل اليهود. ومع ذلك، سيظل الرومانيوت أكثر الجاليات اليهودية تأثيرًا في الإمبراطورية لعقود قادمة، ويحددون كبار الحاخامات في المدن وهاكام باشي في الإمبراطورية العثمانية حتى فقد مركزهم الرائد في موجة من الوافدين اليهود الجدد. أطلقت هذه الأحداث أول انخفاض رقمي كبير لمجتمع الرومانيوت.